# Gerry Weber Open 2004
Gerry Weber Open 2004 — тенісний турнір, що проходив на трав'яних кортах у місті Галле, Німеччина з 7 червня. Належав до категорії International Series.

## Фінальна частина

### Одиночний розряд
Роджер Федерер —  Марді Фіш 6–0, 6–3

### Парний розряд
Леандер Паес /  Давід Рікл —  Томаш Цибулець /  Петр Пала 6–2, 7–5